# Jan Vilém z Kounic
Jan Vilém hrabě z Kounic (německy Johann Wilhelm Graf von Kaunitz, 1656 – 20. března 1721) byl český šlechtic z rodu Kouniců. Po předčasných úmrtích svých starších bezdětných bratrů se stal jediným majitelem rozsáhlých statků české linie Kouniců v severních Čechách (Česká Lípa, Nový zámek), které rozšířil dalšími nákupy (hrad Houska). Po matce byl vnukem Albrechta z Valdštejna.

## Životopis

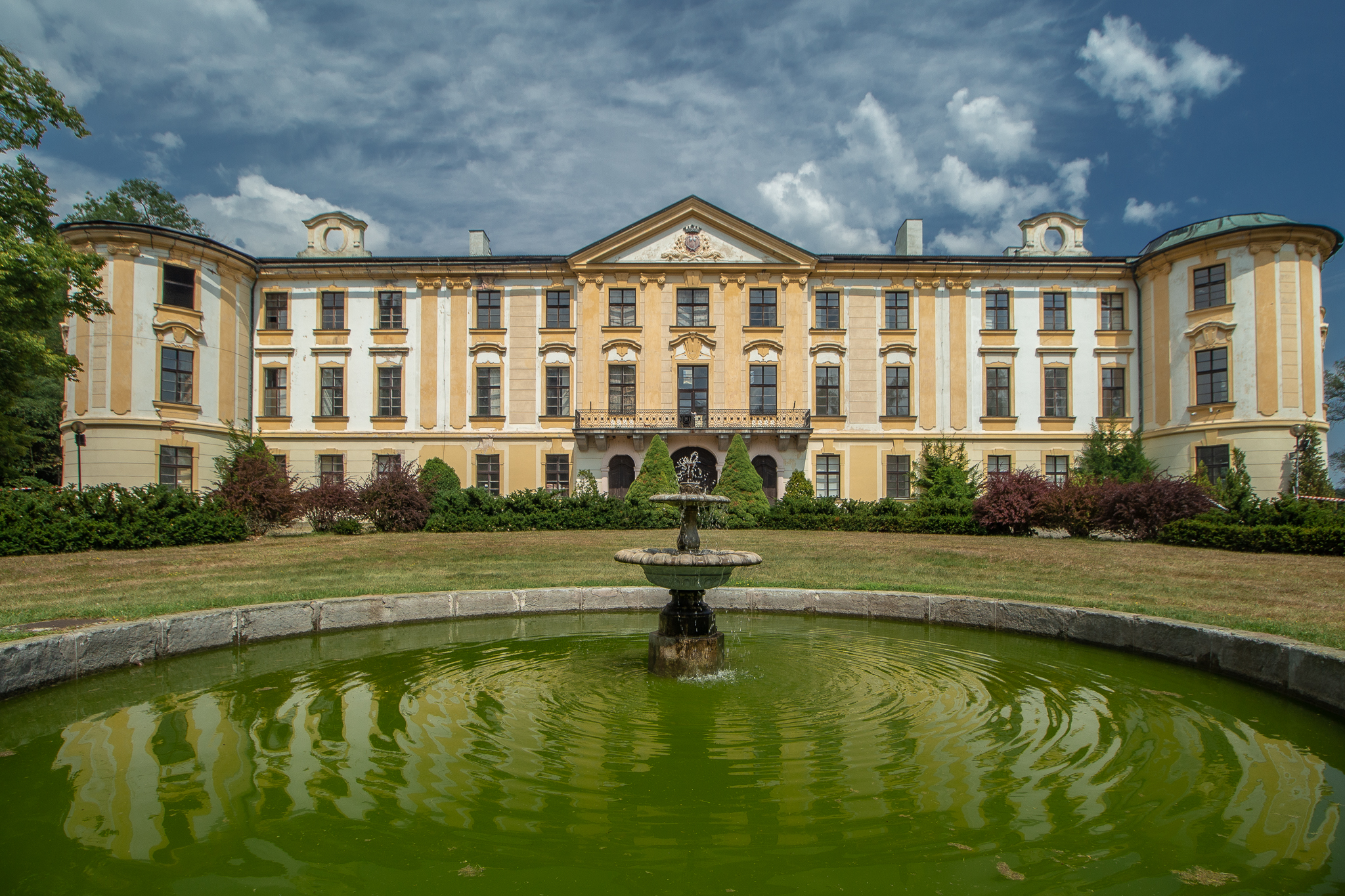
Nový zámek, hlavní sídlo české větve Kouniců

Pocházel ze starého šlechtického rodu Kouniců, patřil k české větvi sídlící na panství Nový zámek. Narodil se jako pátý syn nejvyššího lovčího hraběte Rudolfa z Kounic (1617–1664), po matce Marii Alžbětě Valdštejnové (1625–1662) byl vnukem Albrechta z Valdštejna.
Jako nezletilý se Jan Vilém stal spoludědicem panství Velké Meziříčí, které ale v roce 1676 jeho starší bratr Ferdinand Ignác prodal Ugartům. V roce 1682 byl Jan Vilém jmenován císařským komorníkem, v dalších veřejných funkcích se ale neangažoval. Po bratru Ferdinandu Ignácovi zdědil v roce 1687 panství Osov na Berounsku. Správa Osova ve vlastnictví Kouniců se vyznačovala mimo jiné přílivem německých osadníků z kounických severočeských panství do dosud české, ale během třicetileté války vylidněné lokality.
Za složitých podmínek později Jan Vilém získal i hlavní rodový majetek v severních Čechách, panství Česká Lípa s Novým zámkem a 32 vesnicemi. Nejstarší z bratrů Arnošt František (1646–1680) totiž kvůli sporům v rodině překvapivě toto velké panství odkázal Valdštejnům. I když Jan Vilém jeho závěť napadl u soudu, proti vysoce postavenému novému majiteli Karlu Ferdinandovi z Valdštejna, neměl úspěch. Po dlouhých jednáních nakonec Českou Lípu s Novým zámkem vykoupil od Valdštejna za 450 000 zlatých, které splácel postupně. Vysoké splátky v řádu desetitisíců zlatých posílal Valdštejnům do roku 1706 a tyto peníze pomáhaly financovat diplomatickou kariéru Karla Arnošta z Valdštejna. V roce 1700 přikoupil Jan Vilém ještě panství Housku s hradem. Ve finanční tísni prodal v roce 1701 panství Osov Ferdinandu Rudolfovi z Valdštejna, ten ale nesplnil podmínky kupní smlouvy a osovské panství se o několik let později vrátilo do vlastnictví Jana Viléma.
Počátkem 18. století uzavřel rodinnou smlouvu se svým bratrancem Dominikem Ondřejem (1654–1705) z moravské větve Kouniců. Základním ustanovením této smlouvy bylo vzájemné dědictví majetku v případě vymření jedné z větví (což se stalo až v roce 1848). Tato smlouva byla podmíněna zřízením fideikomisů, což Dominik Ondřej na panstvích Slavkov a Uherský Brod učinil v roce 1705, Jan Adolf založil fideikomis na České Lípě a Novém zámku v roce 1711. Panství Osov zůstalo alodiální částí určenou pro mladší potomstvo. Kromě Nového zámku pobýval Jan Vilém často také v České Lípě, i když měl dlouholeté spory s měšťany ohledně fungování panského pivovaru a městských privilegií. V České Lípě financoval dostavbu klášterní baziliky Všech svatých (vysvěcena byla v roce 1707), dotoval také další úpravy sousedního augustiniánského kláštera. Jako mecenáš se projevil také na Novém zámku, kde do nově založeného parku nechal osadit několik barokních soch světců. Nákladným životem a především zpětným odkupem panství Česká Lípa-Nový zámek se velmi zadlužil, v době jeho úmrtí činily závazky 450 000 zlatých (největšími věřiteli byli Kinští), což byla prakticky polovina odhadní ceny celého majetku ohodnoceného přibližně na jeden milión zlatých. S dlužním zatížením se potýkali potomci až do druhé poloviny 18. století.

## Rodina
Jeho manželkou byla Marie Anna Klára ze Šternberka (1666–1724), dcera dlouholetého nejvyššího purkrabího Adolfa Vratislava ze Šternberka. Z jejich manželství pocházelo pět dětí, dědicem rodového svěřenství byl starší syn Jan Josef Vilém (1692–1738), po něm pak mladší syn Jan Adolf (1696–1771), který předtím vlastnil Osov. Dcera Marie Anna (1691–1730) byla manželkou Františka Bernarda Verniera z Rougemontu, majitele Lipnice nad Sázavou.
Díky manželce získal Jan Vilém příbuzenské vazby na řadu významných osobností. Z rodu Šternberků to byli bratři František Damián a František Leopold. Sešvagřen byl také se svým bratrancem Dominikem Ondřejem z Kounic, dalšími švagry byli významný diplomat Jiří Adam II. Bořita z Martinic nebo kníže Jan Antonín II. z Eggenbergu.